# 熱工学
熱工学（ねつこうがく、英: thermal engineering）とは、熱エネルギーを利用する方法や利用方法の原理と技術を扱う工学の一分野である。機械工学や化学工学で応用される。
熱エネルギーそのものを扱う物理学の一分野である熱力学を基礎とし、熱効率、エントロピー、エクセルギーを評価の方法として、熱サイクル、熱エネルギーからのエネルギー変換、蒸気、伝熱、燃焼、空気調和などを扱う。その他にも流体力学や化学も基礎とする。
下位の分野として、伝熱工学、燃焼工学などがある。